# Wurzelzone
Als Wurzelzone wird in der Geologie jener Teil der Erdkruste bezeichnet, der die Basis bzw. die Herkunftsregion eines bis zur Oberfläche reichenden großen Gesteinskörpers ist. Dabei wird unterschieden zwischen Gebirgswurzel und Deckenwurzel.

## Gebirgswurzel
Die Gebirgswurzel ist eine tief in den Untergrund reichende Verdickung der Erdkruste unter Orogenen. Sie verdrängt das Material des oberen Erdmantels und hat eine etwas geringere Dichte als dieser. Daher äußert sie sich in einem Schweredefizit, trägt aber andererseits das auflagernde Gebirge im Sinne eines Schwimmgleichgewichts (Isostasie), sodass auch größere Gebirgsregionen über lange geologische Zeiträume hoch über dem Meeresniveau stabilisiert werden.
Erstmals wurden solche Krustenverdickungen (von durchschnittlich 30 km bis zum Doppelten) 1885 vom englischen Geodäten George Biddell Airy postuliert. Er berechnete, dass die Lotabweichungen am Südrand des Himalaya wesentlich geringer sind, als sich aus der Masse der Berge selbst ergibt, und vermutete eine teilweise Kompensation der Schwerestörungen durch die nach unten verdrängten Mantelgesteine. Der erste tatsächliche Nachweis einer Gebirgswurzel gelang 1933 dem Geophysiker Beno Gutenberg in den Ostalpen.

## Deckenwurzel
Die Deckenwurzel ist das Herkunftsgebiet einer tektonischen Decke. Solche weiträumigen Überschiebungen im Zuge von Faltengebirgen, die zuerst bei den Alpen festgestellt und erforscht wurden, können aus Regionen stammen, die über 100 km von der heutigen Lage der Deckengesteine entfernt sind. So stammt z. B. der Flysch am Nordrand der Ostalpen aus einem früheren Tiefseegebiet, das im Bereich des heutigen Mittelmeeres lokalisiert wird.